# Drepanosaurus
Drepanosaurus unguicaudatus es una especie y género extintos de reptil arborícola que vivió durante el período Triásico. Drepanosaurus es así mismo el género tipo de la familia Drepanosauridae, un grupo de diápsidos conocidos por sus colas prensiles. Solo se conoce a un espécimen adulto de Drepanosaurus y dos especímenes inmaduros y todos carecen de cuello y cabeza. Drepanosaurus probablemente era un insectívoro, y vivió en un ambiente costero en lo que hoy es Italia, así como en ambientes de riberas en la zona del medio oeste de los Estados Unidos.

## Descripción

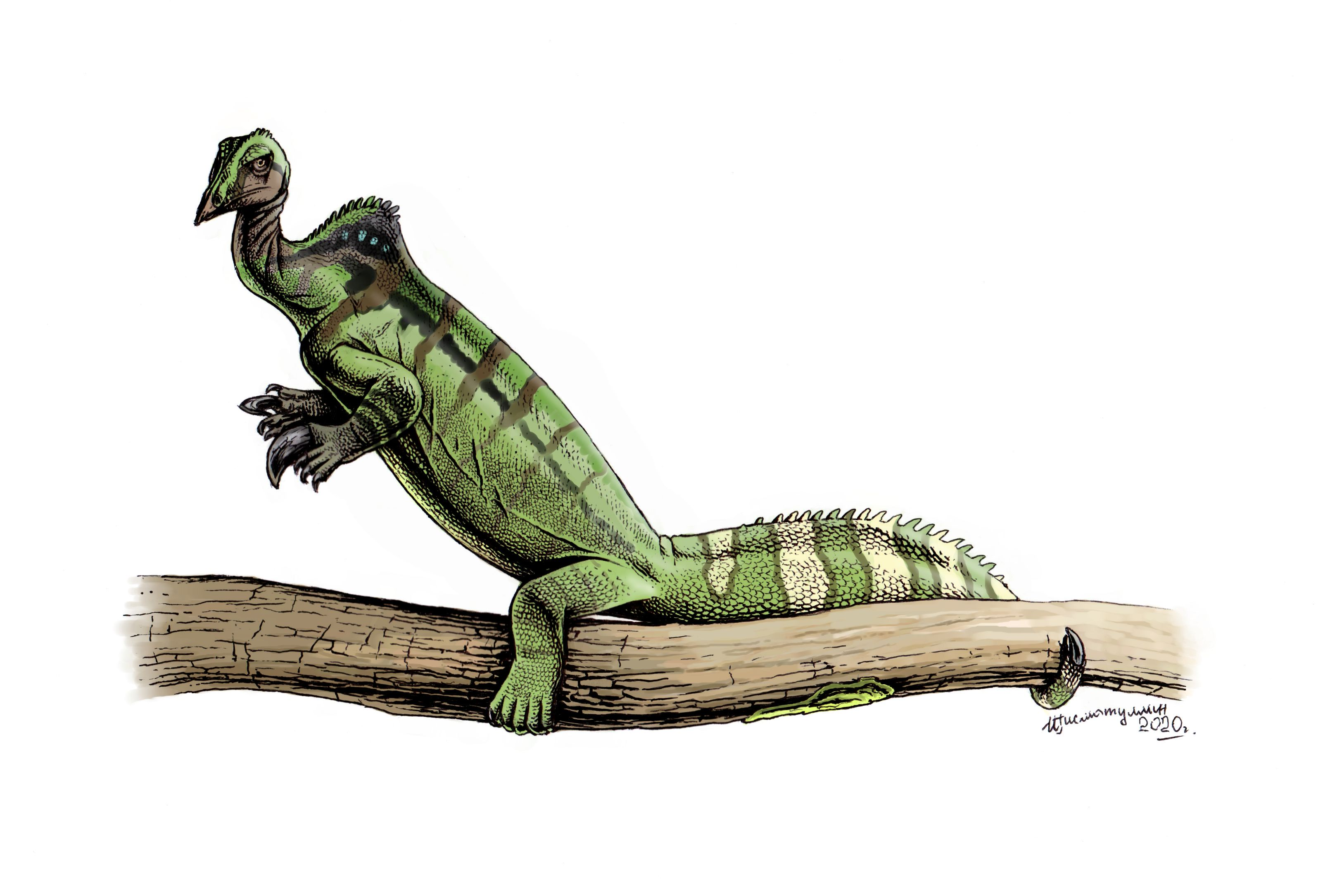
Recreación en vida.

En general, todos los drepanosáuridos pueden ser caracterizados por tener cuellos largos y gráciles con un cráneo ligero y triangular el cual se parece superficialmente al de las aves. También poseían cuerpos pesados, con vértebras fusionadas en una cresta sobre sus hombros. Sus extremidades recuerdan a las de los camaleones al contar con dedos oponibles en manos y pies. Sus largas colas son altas y estrechas, con una curiosa punta que se modifica en una garra.

## Descubrimiento y clasificación
Descubierto en el norte de Italia en 1979, Drepanosaurus fue nombrado por Giovanni Pinna, un profesor de paleontología y museólogo. Drepanosaurus es un fósil raro y el único ejemplar adulto hallado está incompleto. Otro ejemplar parcial de Drepanosaurus fue encontrado en la Formación Chinle en Nuevo México en 2016. Drepanosaurus es parte del clado Drepanosauridae, el cual se aloja en el clado mayor Drepanosauromorpha. Los drepanosauromorfos son considerados a veces como parte del grupo Protorosauria el cual puede ser o no una agrupación natural (es decir, monofilética). En cualquier caso, es claro que los drepanosauromorfos son reptiles diápsidos. El nombre de la especie es Drepanosaurus unguicaudatus, y el nombre del género proviene del griego para "reptil con hoz".

## Paleobiología

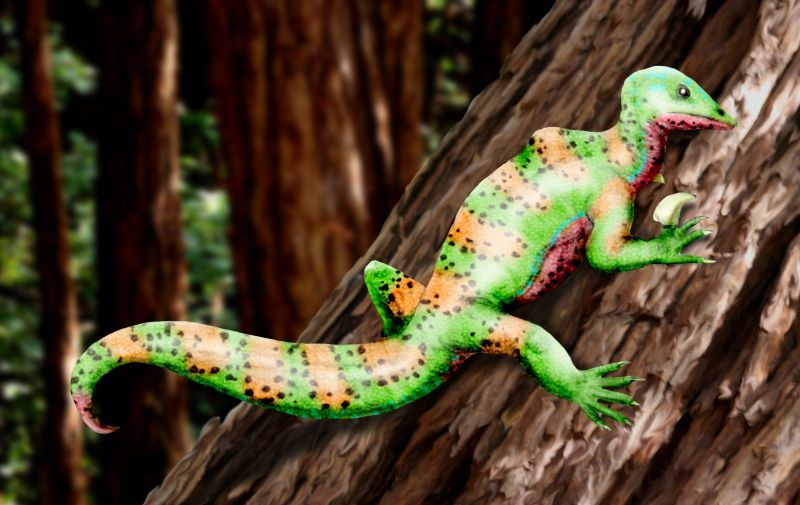
Recreación en vida ilustrado en un habitad forestal.

Se presume que Drepanosaurus era un insectívoro, usando sus grandes garras en los segundos dígitos para levantar la corteza y cavar en las grietas y surcos de los árboles para encontrar insectos. Se considera que Drepanosaurus también era un animal excavador y podía usar la cola como herramienta para desenterrar insectos. Dudas sobre si la cola de Drepanosaurus era lo suficientemente flexible como para ser utilizada para excavar todavía se plantean hoy en día, especialmente porque muchas características apuntan a que Drepanosaurus es principalmente un animal que habitaba en los árboles.